# Estació de Vandellòs
Vandellòs és una estació de ferrocarril fora de servei situada al municipi de Vandellòs i l'Hospitalet de l'Infant a la comarca del Baix Camp, entre les centrals nuclears de Vandellòs.
Aquesta estació de la línia de Tortosa va entrar en servei l'any 1865 quan va entrar en servei el tram construït per la Companyia Ferroviària d'Almansa a València i Tarragona (AVT) entre Tarragona i l'Aldea, i va deixar d'estar operativa a la dècada dels 90 del segle xx amb l'entrada en funcionament de la variant ferroviària del corredor del Mediterrani.